# Klemen Bauer

. 
Klemen Bauer född 9 januari 1986 i Ljubljana är en slovensk skidskytt. Hans individuellt bästa resultat i världscupen är en fjärdeplats på sprinttävlingen under Vinter-OS 2010 i Vancouver. 